# 1896
Theo lịch Gregory, năm 1896 (số La Mã: MDCCCXCVI) là năm bắt đầu từ ngày thứ Tư.

## Sự kiện
- 4 tháng 1: Utah trở thành bang thứ 45 của Hoa Kỳ.
- 5 tháng 3: Antoine Henri Becquerel khám phá tia phóng xạ.
- 5 tháng 4: Thế Vận Hội đầu tiên của thời hiện đại tại Athena.
- 15 tháng 4: Thế Vận Hội tại Athena kết thúc.
- 10 tháng 4: Spyridon Louis đoạt huy chương Thế Vận Hội đầu tiên của thời hiện đại.
- 23 tháng 10: Vua Thành Thái ra chỉ dụ thành lập trường Quốc Học Huế.

## Sinh

### Tháng 1
- 4 tháng 1: André Masson, họa sĩ Pháp (mất 1987)
- 11 tháng 1: Heinrich Stuhlfauth, cầu thủ bóng đá Đức (mất 1966)
- 12 tháng 1: David Wechsler, nhà tâm lý học Mỹ (mất 1981)
- 14 tháng 1: John Dos Passos, nhà văn Mỹ (mất 1970)
- 14 tháng 1: Kurt Guggenheim, nhà văn Thụy Sĩ (mất 1983)
- 15 tháng 1: Jacobo Ficher, nhà soạn nhạc Argentina (mất 1978)
- 18 tháng 1: Ville Ritola, vận động viên điền kinh Phần Lan, huy chương Thế Vận Hội (mất 1982)
- 20 tháng 1: George Burns, diễn viên Mỹ (mất 1996)
- 22 tháng 1: Norman Thomas Gilroy, tổng giám mục của Sydney, Hồng y Giáo chủ (mất 1977)
- 24 tháng 1: Hermann Zorn, nhà hóa học Đức (mất 1983)

### Tháng 2
- 4 tháng 2: Friedrich Glauser, nhà văn thể loại hình sự Thụy Sĩ (mất 1938)
- 4 tháng 2: Friedrich Hund, nhà vật lý học Đức (mất 1997)
- 7 tháng 2: Thomas Holenstein, chính trị gia Thụy Sĩ (mất 1962)
- 11 tháng 2: Miroslav Cikán, đạo diễn phim Séc (mất 1962)
- 18 tháng 2: André Breton, thi sĩ Pháp, nhà văn (mất 1966)
- 20 tháng 2: Henri de Lubac, nhà thần học Pháp, thầy tu dòng Tên (mất 1991)
- 24 tháng 2: Richard Thorpe, đạo diễn phim Mỹ (mất 1991)
- 25 tháng 2: Ida Noddack-Tacke, nữ hóa học gia Đức (mất 1978)
- 28 tháng 2: Philip Showalter Hench, bác sĩ Mỹ (mất 1965)
- 29 tháng 2: Morarji Desai, chính trị gia Ấn Độ, lãnh đạo chính phủ (mất 1995)
- 29 tháng 2: William A. Wellman, đạo diễn phim Mỹ (mất 1975)

### Tháng 3
- 2 tháng 3: Clair Bee, huấn luyện viên bóng rổ Mỹ (mất 1983)
- 6 tháng 3: August Werner, cầu thủ bóng đá đội tuyển quốc gia Đức (mất 1968)
- 17 tháng 3: Josef Sudek, nhiếp ảnh gia Séc (mất 1976)
- 21 tháng 3: Friedrich Waismann, nhà toán học Áo, triết gia (mất 1959)
- 22 tháng 3: Albert Schnettler, nhà kinh tế học Đức (mất 1967)
- 22 tháng 3: Pierre Jeanneret, kiến trúc sư Thụy Sĩ (mất 1967)
- 24 tháng 3: Franz Blücher, chính trị gia Đức, bộ trưởng liên bang (mất 1959)
- 27 tháng 3: Arthur Piechler, nhà soạn nhạc Đức, nghệ sĩ đàn ống (mất 1974)
- 29 tháng 3: Wilhelm Ackermann, nhà toán học Đức (mất 1962)

### Tháng 4
- 1 tháng 4: Wilhelm Sauter, họa sĩ Đức (mất 1945)
- 2 tháng 4: Franciszek Raszeja, nhà y học Ba Lan (mất 1942)
- 4 tháng 4: Robert Emmet Sherwood, nhà soạn kịch Mỹ, tác giả kịch bản (mất 1955)
- 5 tháng 4: Robert Tillmanns, chính trị gia Đức (mất 1955)
- 6 tháng 4: Leopold Mayer, nhà kinh tế học Áo (mất 1971)
- 11 tháng 4: Wieland Herzfelde, nhà xuất bản Đức, tác giả, nhà xuất bản (mất 1988)
- 14 tháng 4: P. C. Ettighoffer, nhà văn Đức (mất 1975)
- 16 tháng 4: Tristan Tzara, nhà văn Pháp (mất 1963)
- 19 tháng 4: Esteban Canal, kiện tướng cờ vua Peru (mất 1981)
- 21 tháng 4: Attila Hörbiger, diễn viên Áo (mất 1987)
- 27 tháng 4: Wallace Hume Carothers, nhà hóa học Mỹ (mất 1937)
- 29 tháng 4: Walter Mehring, nhà văn Đức (mất 1981)
- 30 tháng 4: Hans List, doanh nhân Áo (mất 1996)

### Tháng 5
- 1 tháng 5: Heinrich Danioth, họa sĩ Thụy Sĩ (mất 1953)
- 1 tháng 5: Mark W. Clark, tướng Mỹ (mất 1984)
- 2 tháng 5: Arpad Vajda, người đánh cờ Hungary (mất 1967)
- 7 tháng 5: Kathleen McKane Godfree, nữ vận động viên quần vợt Anh (mất 1992)
- 11 tháng 5: Josip Štolcer-Slavenski, nhà soạn nhạc Croatia (mất 1955)
- 15 tháng 5: Regina Ullmann, nữ thi sĩ Thụy Sĩ (mất 1961)
- 19 tháng 5: Jorge Alessandri, chính trị gia Chile (mất 1986)
- 30 tháng 5: Howard Hawks, đạo diễn phim Mỹ (mất 1977)

### Tháng 6
- 4 tháng 6: Stringer Davis, diễn viên Anh (mất 1973)
- 7 tháng 6: Otto Heinrich Schindewolf, nhà cổ sinh vật học Đức (mất 1971)
- 7 tháng 6: Robert S. Mulliken, nhà vật lý học Mỹ, nhà hóa học (mất 1986)
- 9 tháng 6: Richard Friedenthal, nhà văn Đức (mất 1979)
- 15 tháng 6: Hồ Tùng Mậu, nhà hoạt động chính trị người Việt Nam (mất 1951)
- 16 tháng 6: Karl Rüdiger, chính trị gia Đức (mất 1951)
- 20 tháng 6: Wilfrid Pelletier, người điều khiển dàn nhạc Canada, nghệ sĩ dương cầm (mất 1982)

### Tháng 7
- 3 tháng 7: Rudolf Heberle, nhà xã hội học Đức (mất 1991)
- 16 tháng 7: Trygve Lie, chính trị gia Na Uy, tổng thư ký Liên Hợp Quốc (mất 1968)
- 18 tháng 7: Patrick Aloysius O'Boyle, tổng giám mục Washington, Hồng y Giáo chủ (mất 1987)
- 19 tháng 7: A. J. Cronin, bác sĩ Scotland, nhà văn (mất 1981)
- 21 tháng 7: Jean Rivier, nhà soạn nhạc Pháp (mất 1987)
- 23 tháng 7: Adrienne Gessner, nữ diễn viên Áo (mất 1987)
- 24 tháng 7: Hermann Kasack, nhà văn Đức, thi sĩ (mất 1966)
- 24 tháng 7: Willy Odenthal, chính trị gia Đức (mất 1962)
- 28 tháng 7: Barbara La Marr, nữ diễn viên Mỹ (mất 1926)

### Tháng 8
- 9 tháng 8: Erich Hückel, nhà hóa học Đức, nhà vật lý học (mất 1980)
- 10 tháng 8: Milena Jesenská, nhà văn nữ Séc (mất 1944)
- 10 tháng 8: Walter Lang, đạo diễn phim Mỹ (mất 1972)
- 11 tháng 8: Enid Blyton, nhà văn nữ Anh (mất 1968)
- 23 tháng 8: Christian Schiefer, nhiếp ảnh gia Thụy Sĩ (mất 1998)
- 23 tháng 8: Hubert von Meyerinck, diễn viên Đức (mất 1971)
- 25 tháng 8: Friedrich von Kessel, chính trị gia Đức (mất 1975)
- 27 tháng 8: Zygmunt Berling, tướng Ba Lan, chính trị gia (mất 1980)
- 28 tháng 8: Liam O'Flaherty, nhà văn Ireland (mất 1984)

### Tháng 9
- 3 tháng 9: Alfons Beil, linh mục Đức, tác giả (mất 1997)
- 3 tháng 9: Max Dungert, họa sĩ Đức, nghệ sĩ tạo hình (mất 1945)
- 4 tháng 9: Antonin Artaud, nghệ nhân Pháp (mất 1948)
- 4 tháng 9: Rodolphe Rubattel, chính trị gia Thụy Sĩ (mất 1961)
- 5 tháng 9: Heimito von Doderer, nhà văn Áo (mất 1966)
- 6 tháng 9: Karl A. Wittfogel, nhà xã hội học Đức, triết gia (mất 1988)
- 12 tháng 9: Elsa Triolet, nhà văn nữ Pháp (mất 1970)
- 24 tháng 9: F. Scott Fitzgerald, nhà văn Mỹ (mất 1940)
- 25 tháng 9: Alessandro Pertini, chính trị gia Ý (mất 1990)
- 27 tháng 9: Sam Ervin, chính trị gia Mỹ (mất 1985)
- 29 tháng 9: David Knowles, nhà sử học Anh (mất 1974)

### Tháng 10
- 3 tháng 10: Julien Duvivier, đạo diễn phim Pháp (mất 1967)
- 8 tháng 10: Dorothee Günther, nữ nghệ sĩ múa Đức (mất 1979)
- 8 tháng 10: Richard Suchenwirth, nhà sử học Áo, chính trị gia (mất 1965)
- 10 tháng 10: Lester Germer, nhà vật lý học Mỹ (mất 1971)
- 12 tháng 10: Eugenio Montale, nhà văn Ý (mất 1981)
- 16 tháng 10: Ernst Waldinger, nhà thơ trữ tình Đức, nhà văn tiểu luận (mất 1970)
- 19 tháng 10: Nat Holman, cầu thủ bóng rổ Mỹ  (mất 1995)
- 25 tháng 10: Clara Asscher-Pinkhof, nhà nữ sư phạm Hà Lan, nhà văn nữ (mất 1984)
- 28 tháng 10: Howard Hanson, nghệ sĩ dương cầm Mỹ, nhà soạn nhạc (mất 1981)
- 30 tháng 10: Ruth Gordon, nữ diễn viên Mỹ (mất 1985)
- 30 tháng 10: Kostas Karyotakis, thi sĩ Hy Lạp (mất 1928)
- 31 tháng 10: Ethel Waters, nữ diễn viên Mỹ, nữ ca sĩ (mất 1977)

### Tháng 11
- 16 tháng 11: Friederike Mulert, nữ chính trị gia Đức (mất 1991)
- 17 tháng 11: Friedrich Middelhauve, chính trị gia Đức, nhà xuất bản (mất 1966)
- 18 tháng 11: César Pérez Sentenat, nghệ sĩ dương cầm Cuba, nhà soạn nhạc (mất 1973)
- 19 tháng 11: Adolf Wohlbrück, diễn viên Áo (mất 1967)
- 19 tháng 11: Petko Stajnow, nhà soạn nhạc Bulgaria (mất 1977)
- 23 tháng 11: Klement Gottwald, chính trị gia Séc (mất 1953)
- 25 tháng 11: Virgil Thomson, nhà soạn nhạc Mỹ (mất 1989)
- 29 tháng 11: Yakima Canutt, diễn viên Mỹ (mất 1986)
- 30 tháng 11: Luise Rehling, nữ chính trị gia Đức (mất 1964)

### Tháng 12
- 1 tháng 12: Georgy Konstantinovich Zhukov, tướng Liên Xô (mất 1974)
- 3 tháng 12: Bolesław Szabelski, nhà soạn nhạc Ba Lan (mất 1979)
- 5 tháng 12: Carl Ferdinand Cori, nhà hóa sinh Mỹ, nhận Giải thưởng Nobel (mất 1984)
- 9 tháng 12: Goodwin Knight, thống đốc thứ 31 của California (mất 1970)
- 20 tháng 12: Frederick Browning, tướng Anh (mất 1965)
- 21 tháng 12: Leroy Robertson, nhà soạn nhạc Mỹ (mất 1971)
- 23 tháng 12: Giuseppe Tomasi di Lampedusa, nhà văn Ý (mất 1957)
- 27 tháng 12: Carl Zuckmayer, nhà văn Đức (mất 1977)
- 27 tháng 12: Louis Bromfield, nhà văn Mỹ (mất 1956)
- 27 tháng 12: Maurice Dewaele, tay đua xe đạp Bỉ (mất 1952)
- 28 tháng 12: Roger Sessions, nhà soạn nhạc Mỹ (mất 1985)
- 28 tháng 12: Wilhelm Brese, chính trị gia Đức (mất 1994)
- 29 tháng 12: David Alfaro Siqueiros, họa sĩ Mexico, nghệ sĩ tạo hình (mất 1974)
- 29 tháng 12: Oswald Kabasta, người điều khiển dàn nhạc Áo (mất 1946)
- 31 tháng 12: Carl Ludwig Siegel, nhà toán học Đức (mất 1981)

## Mất
- 8 tháng 1: Paul Verlaine, nhà thơ trữ tình Pháp (sinh 1844)
- 27 tháng 1: Simeon Bavier, chính trị gia Thụy Sĩ (sinh 1825)
- 30 tháng 1: Ernst Kapp, nhà sư phạm Đức, nhà địa lý, triết gia (sinh 1808)
- 12 tháng 2: Ambroise Thomas, nhà soạn nhạc Pháp (sinh 1811)
- 9 tháng 3: Otto Fridolin Fritzsche, nhà thần học Đức (sinh 1812)
- 5 tháng 4: John Rogers Thomas, nhà soạn nhạc Mỹ (sinh 1830)
- 12 tháng 4: Carl Humann, kĩ sư Đức, kiến trúc sư, nhà khảo cổ học (sinh 1839)
- 16 tháng 4 – Nguyễn Phúc Miên Tằng, tước phong Hải Quốc công, hoàng tử con vua Minh Mạng (s. 1828).
- 28 tháng 4: Heinrich von Treitschke, nhà sử học Đức (sinh 1834)
- 18 tháng 5: Daniel Pollen, thủ tướng New Zealand (sinh 1813)
- 20 tháng 5: Clara Schumann, nghệ sĩ dương cầm Đức, nhà soạn nhạc (sinh 1819)
- 20 tháng 6: Alcibiade Béique, nghệ sĩ đàn ống Canada (sinh 1856)
- 23 tháng 6: Hubert Ferdinand Kufferath, nhà soạn nhạc Đức (sinh 1818)
- 1 tháng 7: Harriet Beecher Stowe, nữ văn sĩ Mỹ (sinh 1811)
- 13 tháng 7: Friedrich August Kekulé von Stradonitz, nhà hóa học Đức, nhà khoa học gia tự nhiên (sinh 1829)
- 16 tháng 7: Selmar Bagge, nhà soạn nhạc Đức (sinh 1823)
- 16 tháng 7: Edmond de Goncourt, nhà văn Pháp (sinh 1822)
- 20 tháng 7: Friedrich Simony, nhà địa lý (sinh 1813)
- 8 tháng 8: Friedrich Helbig, luật gia Đức, nhà văn (sinh 1832)
- 13 tháng 8: John Everett Millais, họa sĩ Anh (sinh 1829)
- 13 tháng 8: Ludwig Seidel, nhà toán học Đức, nhà thiên văn học (sinh 1821)
- 17 tháng 8: Johann Heinrich Peter Beising, nhà thần học Đức (sinh 1805)
- 18 tháng 8: Richard Avenarius, triết gia Đức (sinh 1843)
- 16 tháng 9: Carlos Gomes, nhà soạn nhạc Brasil (sinh 1836)
- 18 tháng 9: Armand Hippolyte Louis Fizeau, nhà vật lý học Pháp (sinh 1819)
- 20 tháng 9: Johan Gottfried Conradi, nhà soạn nhạc Na Uy (sinh 1820)
- 23 tháng 9: Ivar Aasen, thi sĩ Na Uy (sinh 1813)
- 24 tháng 8: Johann Jakob Egli, nhà địa lý Thụy Sĩ (sinh 1825)
- 30 tháng 9: Moritz Wilhelm Drobisch, nhà toán học Đức, triết gia (sinh 1802)
- 11 tháng 10: Anton Bruckner, nhà soạn nhạc Áo (sinh 1824)
- 18 tháng 10: Antonio Meucci, nhà phát minh Mỹ (sinh 1808)
- 20 tháng 10: François Félix Tisserand, nhà thiên văn học Pháp (sinh 1845)
- 26 tháng 11: Benjamin Apthorp Gould, nhà thiên văn học Mỹ (sinh 1824)
- 28 tháng 11: Paul Emanuel Spieker, kiến trúc sư Đức (sinh 1826)
- 10 tháng 12: Alfred Nobel, nhà phát minh Thụy Điển, nhà tư bản công nghiệp (sinh 1833)
- 20 tháng 12: Johann Anton Wilhelm von Carstenn, thương gia Đức, doanh nhân (sinh 1822)
- 26 tháng 12: Emil Du Bois-Reymond, nhà sinh lý học Đức, nhà toán học (sinh 1818)